# Костанера (ТЭС)
ТЭС «Костанера» — крупнейшая тепловая электростанция Аргентинской Республики. Расположена в районе Ретиро города Буэнос-Айрес.

## История
Проект новой электростанции был предложен в октябре 1956. Постройка началась на средства государственной компании СЭГБА, первый энергоблок был пущен в строй в 1963 году. Официальное открытие состоялось 30 марта 1966 года. Энергоблоки были поставлены компаниями British Thomson-Houston и International Combustion Ltd. В 1976 был введён в строй новый энергоблок производства Babcock & Wilcox и Hitachi, в 1985 — 7-й энергоблок, с турбиной ЛМЗ, генератором «Электросила» и бойлером Babcock & Wilcox.

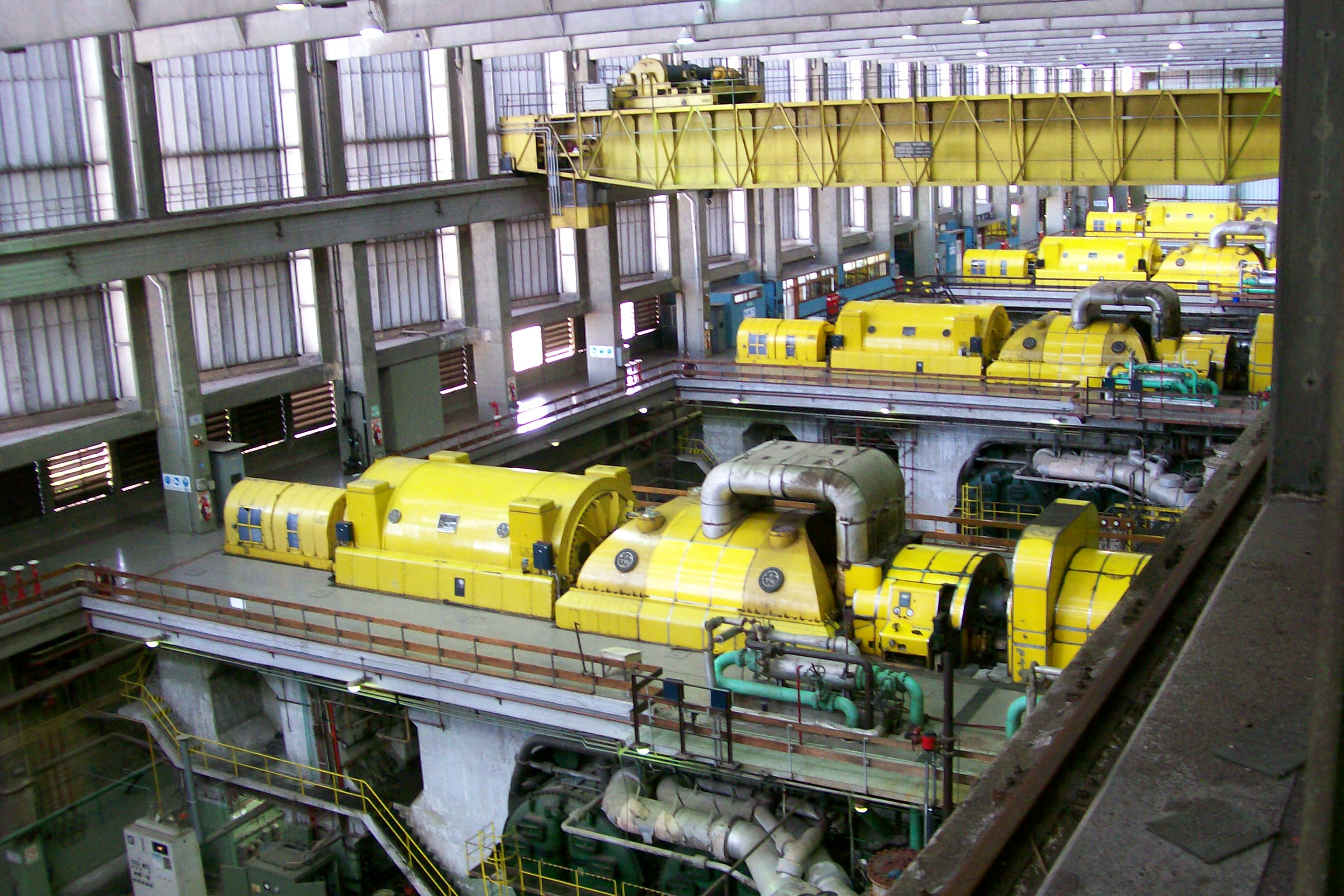
Турбины British Thomson-Houston

29 мая 1992 года, как результат политики приватизации, осуществленной правительством Карлоса Менема, ТЭС «Костанера» была приобретена испанской компанией Endesa.
В 1995 новый владелец вводит в строй установку комбинированного цикла — первую установку такого типа в Южной Америке.
Сотрудничает с российскими компаниями, которые занимаются поставками оборудования.

## Общие сведения
ТЭС расположена в южной зоне порта Буэнос-Айреса, рядом с рекой Ла-Плата.
На ТЭС установлено восемь энергоблоков различной мощности, которые в качестве топлива используют мазут и природный газ.
Первые четыре энергоблока станции были сданы в эксплуатацию в 1963 году, следующие четыре были добавлены в 1976—1997 гг.

## Экология
ТЭС «Костанера» находится рядом с экологической зоной города, и является одним из крупнейших производителей диоксида углерода (CO2) Большого Буэнос-Айреса. В 2008 году её выбросы CO2 в атмосферу составляли 1 795 402 тонн, что 100 000 тонн больше, чем в 2007 году.
30 сентября 2010 года прокуратура Буэнос-Айреса провела проверку ТЭС вскоре после заявления о возможном загрязнении углеводородами Ла-Платы.